# Sainte-Foy-de-Belvès
 Sainte-Foy-de-Belvès  (en occitano Senta Fe de Belvés) es una población y comuna francesa, situada en la región de Aquitania, departamento de Dordoña, en el distrito de Sarlat-la-Canéda y cantón de Belvès.

## Demografía
| 179 | 176 | 154 | 173 | 166 | 124 |
| Para los censos de 1962 a 1999 la población legal corresponde a la población sin duplicidades (Fuente: INSEE [Consultar]) |     |     |     |     |     |